# 小行星10985
小行星10985（10985 Feast）是一颗绕太阳运转的小行星，为主小行星带小行星。该小行星于1977年10月发现。

## 轨道参数
小行星10985的轨道半长轴为327 992 016 km（2.1924600 UA），离心率为0.052。